# Gordianus und Epimachus

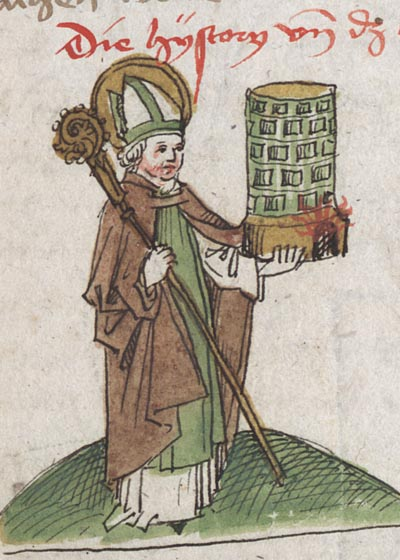
Epimachus mit einem Kachelofen in der Hand, Kemptener Klosterchronik (Karlschronik)
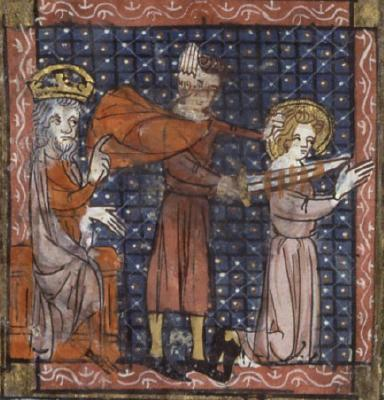
Enthauptung des Gordianus, Darstellung aus Frankreich, 14. Jahrhundert

Gordianus und Epimachus († 362 in Rom; † 252 in Alexandria) sind Märtyrer und Heilige der orthodoxen und römisch-katholischen Kirche und Schutzpatrone der Stadt Kempten (Allgäu).

## Viten

### Gordianus
Gordianus, seinem Namen nach aus Gordion in Phrygien stammend, war ein Richter, der durch das Beispiel des heiligen Januarius mit seiner Familie zum Christentum übertrat. Er soll der Überlieferung nach in der Regierungszeit des Kaisers Julian (361–363) unter dem Statthalter von Rom, Aproniamus, gefoltert und enthauptet worden sein. Sein Leib wurde den Hunden vorgeworfen, blieb jedoch bis zu seiner Bestattung unversehrt.
Es gibt noch zwei weitere Heilige desselben Namens: einen Märtyrer, dessen am 17. September gedacht wird, und einen weiteren, dessen Gedenktag der 13. September ist. Außerdem wird des heiligen Gordius in einigen Kirchen am 3. Januar gedacht.

### Epimachus
Er wurde zusammen mit dem heiligen Gordianus in der Katakombe der Heiligen Marcellinus und Petrus an der 3. Meile der damaligen Via Labicana beigesetzt.

### Nachleben und Verehrung
773/774 soll die karolingische Königin Hildegard, Gattin von Kaiser Karl dem Großen die Überführung der Reliquien beider Märtyrer in das Benediktinerkloster Kempten veranlasst haben. In Kempten wurden Gordian und Epimachus dadurch die Mitpatrone der Klosterkirche. Die Reichsstadt Kempten wählte Gordian als den weltlichen der beiden Heiligen für eines ihrer Stadtsiegel. Zahlreiche Bürger der Reichsstadt wurden auf den Namen des Stadtpatrons getauft; der bekannteste war Bürgermeister Gordian Seuter, der 1525 den sogenannten Großen Kauf aushandelte.
Katholischer Gedenktag ist der 10. Mai.
Nach Auffassung der Bollandisten gibt es vier weitere Heilige dieses Namens:
1. Einen Heiligen der orthodoxen Kirche, dessen Gedenktag der 6. Juli ist (Acta SS., XXIX, 280)
2. Epimachus und Azirianus, Märtyrer der koptischen und abessinischen Kirche. Gedenktag ist der 31. Oktober (Acta SS., LXI, 684)
3. Epimachus von Pelusium in Ägypten, von den Orthodoxen am 31. Oktober verehrt (Acta SS., LXI, 704)
4. Epimachus und Alexander, in Alexandria unter Decius († 251) hingerichtet. Von den Katholiken am 12. Dezember verehrt.

Dieser Umstand führte im Mittelalter nicht selten dazu, dass Angaben zu den einzelnen Namensträgern verwechselt wurden, bzw. dass unterschiedliche Namensträger für ein und dieselbe Person gehalten wurden. Der gelernte Bollandist Remi de Buck ist der Auffassung, dass es sich bei dem mit Gordianus zusammen verehrten Epimachus um einen Römer handelt, nicht wie allgemein angenommen um den in Alexandria hingerichteten Märtyrer.

## Ikonografie

### Gordianus
- Rüstung
- Schwert
- Palme

### Epimachus
- Bürgerliche Zeittracht mit Barett und Mantel
- Kachelofen, der jeweiligen Zeit und Mode angepasst
- Buch
- Kruzifix (evtl. anstelle seiner Marterwerkzeuge Eisenhaken und spitzer Stein)

## Gedenktage und Bauernregeln
Bauernregeln:
- Gordian / man nicht trauen kann.
- Florian und Gordian / richten oft noch Schaden an.

Gedenktage: (Gordianus)
- katholische Kirche: 10. Mai
- orthodoxe Kirche: 9. Mai und 31. Oktober
- armenische Kirche: 10. Mai

Gedenktage: (Epimachus)
- katholische Kirche: 31. Oktober
- orthodoxe Kirche: 9. Mai und 31. Oktober
- armenische Kirche: 10. Mai und 31. Oktober

## Patrozinien
- Gordianus-und-Epimachus-Kirche